# Kamaleón, el show de Kramer
Kamaleón, el show de Kramer es un programa de televisión chileno, producido por Televisión Nacional de Chile (TVN) y Kramer Producciones, fue conducido y protagonizado por el comediante e imitador Stefan Kramer. Fue estrenado el 26 de mayo de 2016, y finalizó en su primera temporada el día jueves 18 de agosto de 2016.
El espacio mostró en horario estelar, mezclando bloques en vivo y previamente grabados, a Kramer caracterizado como distintos personajes interactuando con invitados. También se realizaron jam sessions que incluyó a Kramer, sus invitados y una banda en vivo.

## Episodios
| Fecha               | Personajes caracterizados | Invitados                                                    | Índice de audiencia promedio |
| ------------------- | --- | ------------------------------------------------------------ | ---------------------------- |
| 26 de mayo de 2016  | «Bolocco Cecilia» (Cecilia Bolocco)«Ego Morales» (Evo Morales) | Natalia ValdebenitoCecilia BoloccoChancho en Piedra          | 14,2                         |
| 2 de junio de 2016  | «Sergio Jagüe» (Sergio Jadue)«Lío» (Lionel Messi)«Gary» (Gary Medel) | Edo CaroePedro CarcuroMartín Bossi                           | 13,8                         |
| 9 de junio de 2016  | «Jugo César Rodríguez» (Julio César Rodríguez)«Sra. Presidenta» (Michelle Bachelet)«El hijo» (Sebastián Dávalos) | Julio César RodríguezJaviera ContadorJuan FalcónLaura Prieto | 12,0                         |
| 16 de junio de 2016 | Valenzuela (Gonzalo Valenzuela) | Benjamín VicuñaGonzalo Valenzuela Luis Jara                  | 8,3                          |
| 23 de junio de 2016 | «Pizzim» (Juan Antonio Pizzi)Mago Valdivia (Jorge Valdivia) | DJ MéndezÁlvaro García                                       | 8,2                          |
| 30 de junio de 2016 | Claudio Calma (Claudio Palma)Alturo Longton (Arturo Longton) Negro Piñera Hablo Zalaquett (Pablo Zalaquett) Niño Maravilla (Alexis Sánchez) Capitán Bravo (Claudio Bravo) Lio (Lionel Messi)                                                   | Jorge Alís                                                   | 10,7                         |
| 7 de julio de 2016  | Martín Cancamo (Martín Carcamo)Cris (Cristián Sánchez) Hablo Zalaquett (Pablo Zalaquett) Negro Piñera Alturo Longton (Arturo Longton) Farkas (Leonardo Farkas) Niño Maravilla (Alexis Sánchez) Capitán Bravo (Claudio Bravo) Gary (Gary Medel) | Renata Bravo El Rumpy Cristián Sánchez                       | 9,3                          |
| 14 de julio de 2016 | Alturo Longton (Arturo Longton) Negro Piñera Germán Garmendia Hablo Zalaquett (Pablo Zalaquett) Rajael Araneda Maturana (Rafael Araneda) El Rey (Arturo Vidal) El Mago (Jorge Valdivia)                                                        | Rodrigo Salinas Sergio Freire                                | TBA                          |